# トゥルヌフイユ
トゥルヌフイユ （Tournefeuille、オック語:Tornafuèlha）は、フランス、オクシタニー地域圏、オート＝ガロンヌ県のコミューン。
トゥルヌフイユという名に確かな起源はない。かつて小村だった頃にこの地には森があり、『木の葉に囲まれていた』（entouré de feuilles）。これがオック語ラングドック方言でentornefeilといい、その後Tornefeilとなった。

## 地理
トゥールーズ都市圏に属し、トゥールーズ南西約2kmに位置する。トゥシュ川が横切り、ウゾー川と合流する。

## 交通
- 道路 - A624

## 歴史
最初の住民の定住の記録は、先史時代にさかのぼる。トゥシュ川沿いで発掘がされているからである。しかし村が形成されたのは事実上中世である。トゥルヌフイユは封土であり、1503年にトゥールーズのサン＝ニコラ教区に加えられた。荘園はルイ14世時代に侯爵領となった。

## 人口統計
| 1962年 | 1968年 | 1975年 | 1982年 | 1990年 | 1999年 | 2006年 |
| ------ | ------ | ------ | ------ | ------ | ------ | ------ |
| 2 209  | 3 438  | 5 291  | 8 541  | 16 669 | 22 758 | 25 444 |

sources=EhessとINSEE · 

## 姉妹都市
- グラウス、スペイン